# 长日华哲水蚤
长日华哲水蚤（学名：Sinocalanus solstitialis）为胸刺水蚤科华哲水蚤属的动物，是中国的特有物种。分布于海南、广东等地，多生活于河口淡水区、半盐水和低盐度的海水中。